# Rabodanges
Rabodanges is een plaats en voormalige gemeente in het Franse departement Orne in de regio Normandië en telt 167 inwoners (2005). De plaats maakte deel uit van het arrondissement Argentan.

## Geschiedenis
Op 1 januari 2016 fuseerde Rabodanges met de gemeenten Chênedouit, La Forêt-Auvray, La Fresnaye-au-Sauvage, Ménil-Jean, Putanges-Pont-Écrepin, Les Rotours, Saint-Aubert-sur-Orne en Sainte-Croix-sur-Orne tot de gemeente Putanges-le-Lac. 

## Geografie
De oppervlakte van Rabodanges bedraagt 9,3 km², de bevolkingsdichtheid is 18,0 inwoners per km². Rabodanges is onder meer bekend vanwege het Lac de Rabodanges, een ongeveer zeven kilometer lang stuwmeer in de rivier de Orne, dat in 1960 ontstond door de bouw van een stuwdam.
De onderstaande kaart toont de ligging van Rabodanges met de belangrijkste infrastructuur en aangrenzende gemeenten.

## Demografie
Onderstaande figuur toont het verloop van het inwonertal (bron: INSEE-tellingen).

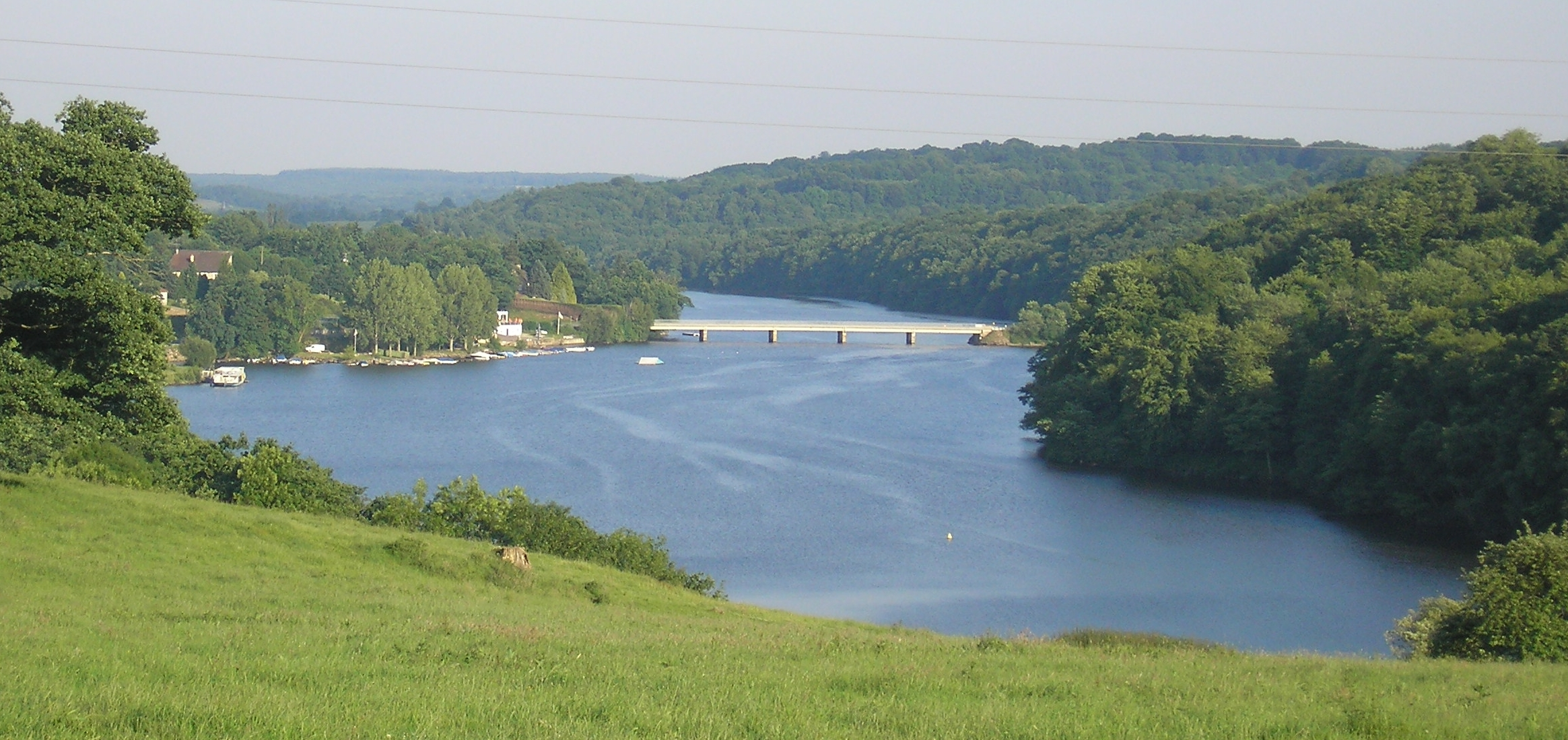
Lac de Rabodanges

## Trivia
- Rabodanges speelt een bescheiden rol in de roman Serotonine (2019) van Michel Houellebecq. De ex-vriendin van de hoofdpersoon heeft zich hier aan de oever van het Lac de Rabodanges gevestigd met haar vierjarig zoontje. Haar ex bespiedt haar gedurende enkele weken met een verrekijker vanuit een aan de overkant van het meer gelegen, tijdens de wintermaanden gesloten hotel en overweegt zelfs haar zoon te vermoorden.[3]

Chênedouit · La Forêt-Auvray · La Fresnaye-au-Sauvage · Ménil-Jean · Pont-Écrepin · Putanges · Rabodanges · Les Rotours · Saint-Aubert-sur-Orne · Sainte-Croix-sur-Orne